# Инкороната (Авелино)
Инкороната је насеље у Италији у округу Авелино, региону Кампанија.
Према процени из 2011. у насељу је живело 132 становника. Насеље се налази на надморској висини од 378 м.